# كوكولو
كوكولو (بالإيطالية: Cocullo)‏ هي بلدية في مقاطعة لاكويلا في إقليم أبروتسو الإيطالي.

## السكان
في سنة 1861 بلغ عدد السكان 1٬650 نسمة، وتطور العدد ليصل في سنة 2011 لـ 265 نسمة.
يظهر هذا المخطط البياني تطور النمو السكاني لـ كوكولو